# Brüggen
Pour les articles homonymes, voir Bruggen (homonymie).
Brüggen (en néerlandais : Bruggen) est une municipalité de l'arrondissement de Viersen en Rhénanie-du-Nord-Westphalie en Allemagne.

## Géographie
La population de la ville s’élevait à 16 132 habitants au recensement de 2006.
Brüggen est subdivisé en trois communes : Brüggen, Born et Bracht.

## Histoire
| Appartenances historiques Comté de Kessel 950-1307 Comté de Juliers 1307-1336 Margraviat de Juliers 1336-1356 Duché de Juliers 1356-1797 République cisrhénane (Roer) 1797-1802 République française (Roer) 1802-1804 Empire français (Roer) 1804-1813 Royaume de Prusse (Province de Juliers-Clèves-Berg) 1815-1822 Royaume de Prusse (Province de Rhénanie) 1822-1918 République de Weimar 1918-1933 Reich allemand 1933-1945 Allemagne occupée 1945-1949 Allemagne 1949-présent |

Les Français y ont battu les Prussiens le 3 octobre 1796. 
À l’époque où la Roer était un département français, Brüggen était un chef-lieu de canton de l’arrondissement de Crevelt.
Brüggen possède un aéroport (code AITA : BGN) et possédait une base de la Royal Air Force jusqu’en 2001. Cette station construite en 1953 a servi de point de départ pendant la guerre du Golfe et la guerre du Kosovo.

## Galerie

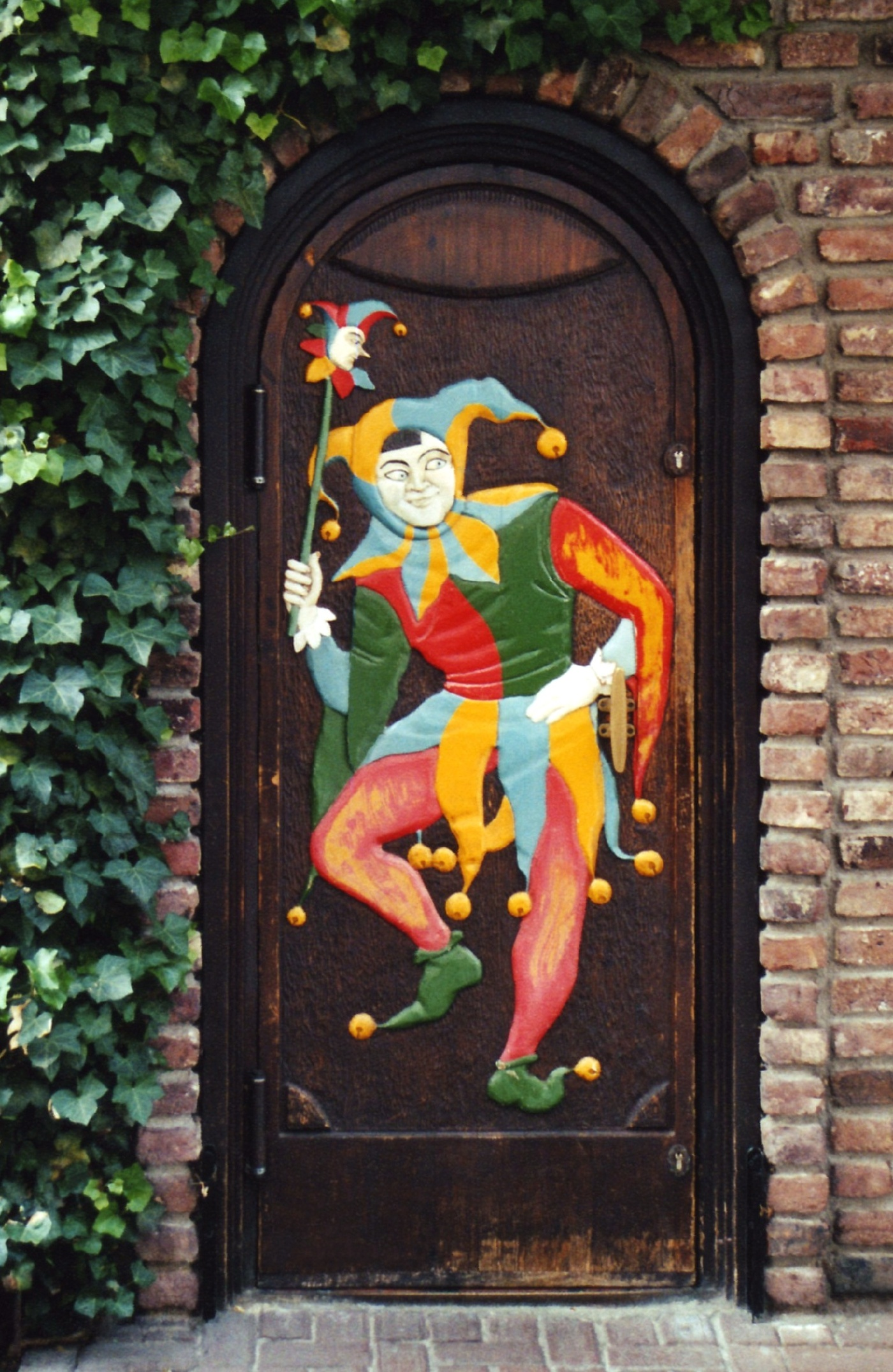
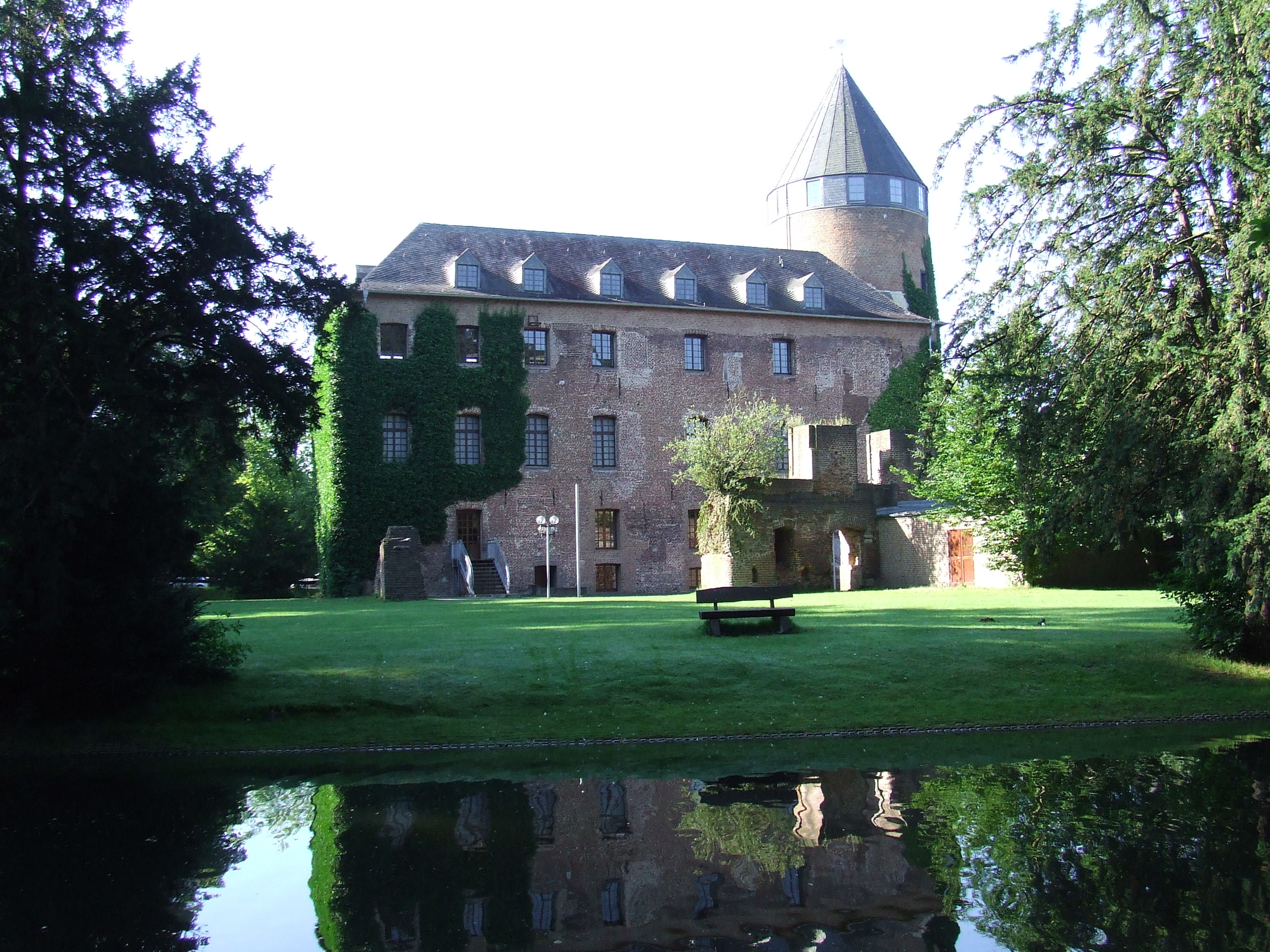
château de Brüggen
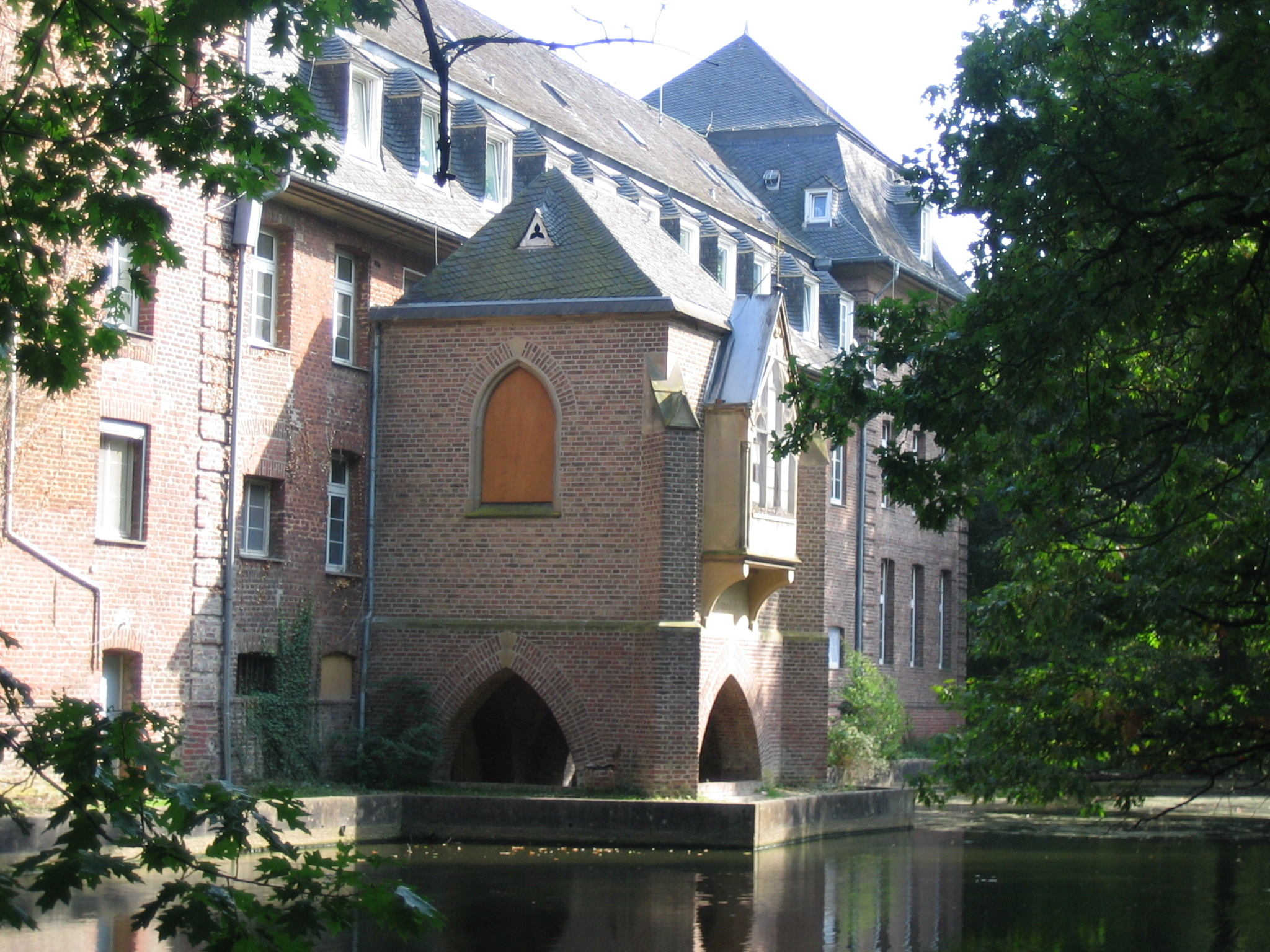
autre vue du château